# UGC 11066
UGC 11066 és una galàxia en la constel·lació del Dragó. En aquesta galàxia, el 2005, va succeir la supernova SN 2005B.